# Xenotrichula punctata
Xenotrichula punctata is een buikharige uit de familie Xenotrichulidae. Het dier komt uit het geslacht Xenotrichula. Xenotrichula punctata werd in 1954 voor het eerst wetenschappelijk beschreven door Wilke. 